# Sierra Mazateca

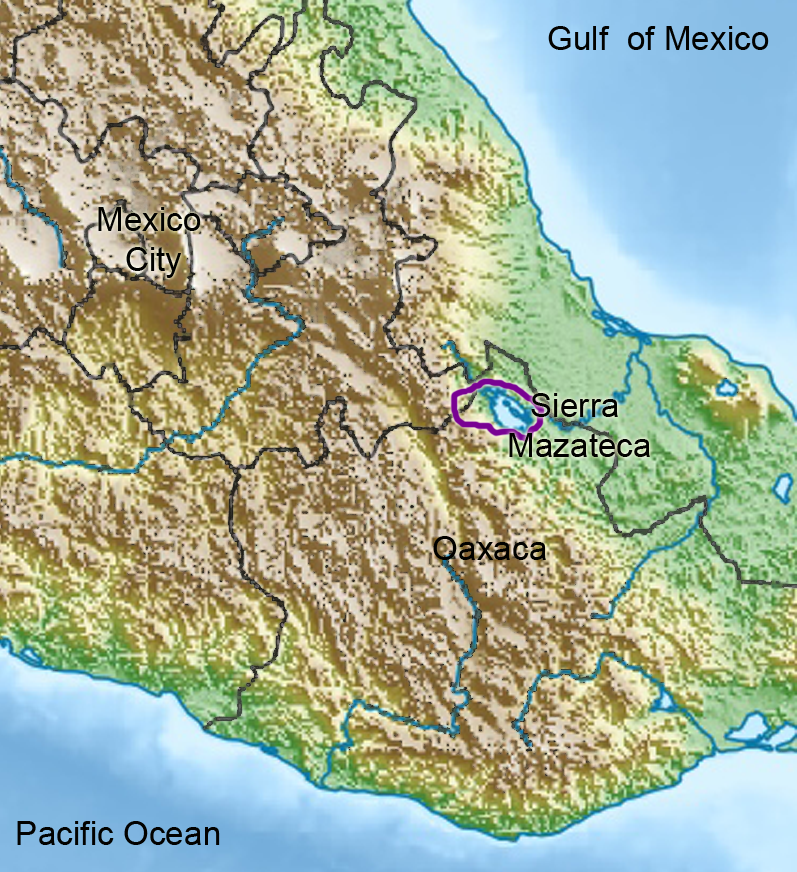
Geografische Lage der Sierra Mazateca

Die Sierra Mazateca ist ein gebirgiger waldreicher Landstrich im Norden des mexikanischen Bundesstaates Oaxaca mit weit zurückreichenden indianischen Traditionen und Heilpraktiken. Größte und wichtigste Stadt ist Huautla de Jimenez mit ca. 13.000 Einwohnern.

## Lage und Klima
Die Sierra Mazateca liegt auf der Nordseite des südöstlichen Zipfels der Sierra Madre Oriental im Übergang zum Tiefland. Ihr vom Atlantik, oder besser vom Golf von Mexiko, beeinflusstes Klima ist sehr regenreich (bis zu 2500 mm/Jahr).

## Geografie
Geografisch lässt sich das Gebiet in vier Klimazonen unterteilen, die mit den Höhenstufen dieser bergigen Region in Verbindung stehen: kalte Hochlandzonen über 1800 m (tierra fría), klimatisch gemäßigtes Bergland zwischen 800 und 1800 m (tierra templada) und das Tiefland unter 800 m (tierra caliente). Am dichtesten besiedelt ist die tierra templada, wobei Dörfer und Kleinstädte seit der Zeit der spanischen Eroberung die häufigste Siedlungsform darstellen.